# Praia de Arapuca
Vista da praia de arapuca

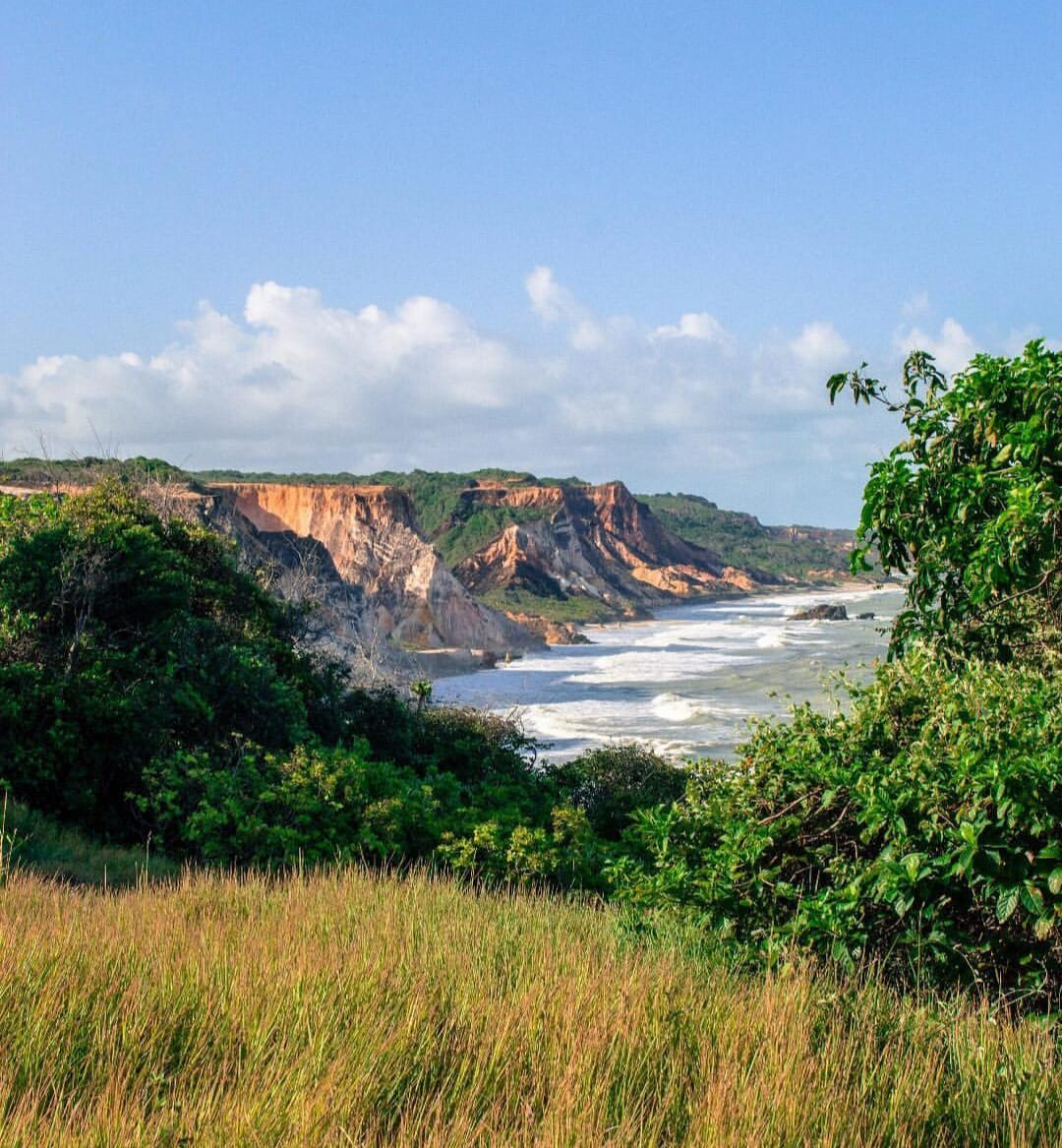
Vista panorâmica da praia de arapuca

Praia de Arapuca é um praia brasileira, localizada no município do Conde, no estado da Paraíba. A praia é a preferida dos surfistas e possui diversas falésias coloridas. Na praia de Arapuca, é possível surfar e desfrutar do visual das falésias que são as mais famosas da Costa do Conde.

## Falésias
As falésias da Praia da Arapuca, é um daqueles lugares que parecem encravados num pedaço do paraíso. O espaço atualmente recebe o Movimento, projeto coletivo e independente que tem a finalidade de colocar em discussão a situação e o lugar que a arte contemporânea ocupa na Paraíba, em relação ao contexto brasileiro.
Possuem rocha na área submersa da plataforma que ficam exposta na maré baixa, areia da praia com seixos médios e arredondados. Caracteriza-se ainda por conter erosões na falésiaidentificada pelo visual deslumbrante sobre as falésias coloridas